# Acarouany
L'Acarouany est une rivière française du département Guyane de la région Guyane et un affluent gauche du Mana.

## Géographie
De 57 kilomètres de longueur,
l'Acarouany prend sa source sur la commune de Mana, dans la forêt domaniale aménagée d'Acarouany et près du village d'Acarouany à 97 mètres d'altitude.
Il coule globalement du sud vers le nord.
Il conflue sur la commune de Mana, juste au milieu des rizières de Mana et au sud-ouest de l'aérodrome de Mana à 14 mètres d'altitude.

### Communes et cantons traversés
Dans le seul département de Guyane (973), l'Acarouany traverse une seule commune et donc un seul canton Mana, (confluence).
Soit en termes de cantons, l'Acarouany prend source conflue dans le même canton de Mana.

### Bassin versant
L'Acarouany traverse une seule zone hydrographique (7052).

## Affluents
L'Acarouany a neuf affluents référencés :
- la Crique Stany (rd[note 1]), 11,2 km, sur la seule commune de Mana[5].
- la Crique Alexis (rg), sur la seule commune de Mana.
- la Crique Modeste (rg), 7,7 km, sur la seule commune de Mana[6].
- la Crique Sable (rd), sur la seule commune de Mana.
- la Crique Saint-Anne ou Petit Acarouany (rg), sur la seule commune de Mana.
- la Crique Bardot (rg), sur la seule commune de Mana.
- la Crique Populo (rg), sur la seule commune de Mana.
- le Grand Village (r?) 8,7 km, sur la seule commune de Mana[7].
- la Grande Crique (rg), 7,7 km, sur la seule commune de Mana[8].
- la Crique Jacques (rg), 7,4 km, sur la seule commune de Mana[9].